# Cipriano Aguirrezabal
Cipriano Aguirrezabal Gallastegi (Yurreta, 28 de septiembre de 1922-Durango, 30 de abril de 2001), fue un ciclista español.
Cipriano Aguirrezabal nació el 28 de septiembre de 1922 en el barrio de Arriandi de la localidad vizcaína de Yurreta en el País Vasco, España. Fue profesional del ciclismo entre 1941 y 1950, en los que logró 24 victorias, destacando las 2 victorias de etapa en la Vuelta a España de 1947.
En la única gran vuelta que participó fue en la Vuelta a España, en las ediciones de 1946 y 1947, finalizando en el puesto 12º y retirándose tras lograr dos triunfos de etapa.
Su hermano Julián Aguirrezabal también fue ciclista profesional.

## Palmarés
| 1941 - Retuerto - Miravalles 1942 - Sestao - Circuito de Amorebieta 1943 - 1 etapa del G. P. Ayuntamiento de Bilbao - Circuito de Begoña - San Salvador del Valle - Iurreta 1944 - 1 etapa del G. P. Ayuntamiento de Bilbao - 1 etapa de la Volta a Cataluña - Premio Loinaz (Beasáin) | 1945 - Circuito de Guecho - Laredo - Vuelta a Santoña 1946 - Circuito de Guecho - G.P. de Zaragoza 1947 - 2 etapas de la Vuelta a España 1948 - G.P. de Bilbao 1949 - Circuito del Duranguesado (Iurreta) - Burgos (Trofeo Florian Inclan) - Circuito de Torrelavega 1950 - G.P. Durango |

## Resultados en Grandes Vueltas y Campeonato del Mundo
Durante su carrera deportiva ha conseguido los siguientes puestos en las Grandes Vueltas y en los Campeonatos del Mundo en carretera:
| Carrera         | 1941 | 1942 | 1943 | 1944 | 1945 | 1946 | 1947 | 1948 | 1949 | 1950 |
| --------------- | ---- | ---- | ---- | ---- | ---- | ---- | ---- | ---- | ---- | ---- |
| Giro de Italia  | -    | -    | -    | -    | -    | -    | -    | -    | -    | -    |
| Tour de Francia | -    | -    | -    | -    | -    | -    | -    | -    | -    | -    |
| Vuelta a España | -    | -    | X    | X    | -    | 12º  | Ab.  | -    | X    | -    |
| Mundial en Ruta | -    | -    | -    | -    | -    | -    | -    | -    | -    | -    |

-: No participa
Ab.: Abandono
X: Ediciones no celebradas

## Equipos
- Independiente (1941-1946)
- Dalton Auto (1947)
- Independiente (1948-1950)